# 上海被服厂旧址
上海被服厂旧址是中華人民共和國上海市普陀區的一個歷史建築，位于叶家宅路100号。2015年被公布为第一批普陀文物保护点。

## 建築
现存历史建筑为一幢带有晾望塔的三层仓库，该仓库建于1918年，由德国人设计建造，為钢筋混凝土结构，总建筑面积近万平方米。仓库内东西两侧的货用电梯依然保留。

## 歷史
1918年，刘伯森在現今的叶家宅路100号創建宝成纱厂。。1926年，日本人注资宝成纱厂，并改名为喜和一厂，后与日华纺织株式会社合作，又更名为日华五厂，主要生產棉纱。1942年（一說1938年），日华五厂被日本军方改作广濑军服厂（广懒军服缝制工厂），成為日本军服缝制基地。日本投降後，日华五厂直接由軍政部上海被服厂接收，1946年劃歸聯合勤務總司令部管轄，更名为上海被服总厂沪西被服厂。1949年，中国人民解放军总后勤部上海军需材料仓库（七四九仓库）进驻。1952年併入中国人民解放军总后勤部军需生产部一〇二厂。2016年後又成為创享塔园区（创享塔、创享塔·the x tower）的所在地。创享塔园区是一個商務辦公場所，還有一些商店入駐。